# 新shock感
『あるある発見バラエティ　新shock感 それな!って言わせて』（あるあるはっけんバラエティしんショッかん それなっていわせて）は、テレビ東京で放送されていたバラエティ番組。放送時間は毎週土曜日 11:03 - 11:30。

## 概要
2017年4月9日に『深夜に発見!新shock感 〜一度おためしください〜』（しんやにはっけんしんショッかん いちどおためしください）というタイトルでスタート。このタイトルで3年間放送され、この間はタイトル通り深夜の放送だった（放送時間は2019年12月29日まで毎週日曜日（土曜日深夜）2:10 - 2:35、2020年1月8日からは毎週水曜日（火曜日深夜）1:35 - 2:05）。2020年4月4日放送回から改題され、土曜日午前の時間に移った。内容は、山里亮太・唐橋ユミが土曜のお昼に新しい”あるある”を提案し、若手芸人たちが話題の場所やものを紹介していく。2021年3月27日をもって放送終了。

## 司会
- 唐橋ユミ
- 山里亮太（南海キャンディーズ）

## 主な出演者
女性アイドルは主に「Today's Shocking Girls」として出演。

## 放送リスト
| 2017年 | 2017年   | 2017年 | 2017年                                                           | 2017年                |
| 回     | 放送日時 | Today's SHOCKING girls                                                                                           | コレイチ芸人                                                     | ゲスト                |
| ------ | -------- | --- | ---------------------------------------------------------------- | --------------------- |
| 1      | 4月8日   | ようなぴ（ゆるめるモ!） 里咲りさ ほのか                                                                          | キック                                                           |                       |
| 2      | 4月15日  | ようなぴ（ゆるめるモ!） 里咲りさ ほのか                                                                          | 村潤之介（てのりタイガー） シオマリアッチ                        |                       |
| 3      | 4月22日  | 里咲りさ 荻野可鈴（夢みるアドレセンス） ひかぷぅ（109カリスマ店員）                                              | ガリベンズ矢野 ハニートラップ八木 スイーツなかの SK01‐G マサルコ |                       |
| 4      | 4月29日  | 里咲りさ 荻野可鈴（夢みるアドレセンス） ひかぷぅ（109カリスマ店員）                                              | スカチャン                                                       |                       |
| 5      | 5月6日   | あの（ゆるめるモ!） 荻野可鈴（夢みるアドレセンス） ひかぷぅ（109カリスマ店員）                                   | 荒ぶる神々                                                       |                       |
| 6      | 5月13日  | あの（ゆるめるモ!） 荻野可鈴（夢みるアドレセンス） ひかぷぅ（109カリスマ店員）                                   | タイムボム                                                       |                       |
| 7      | 5月20日  | ようなぴ（ゆるめるモ!） 里咲りさ 京佳（夢みるアドレセンス）                                                      | 三拍子                                                           |                       |
| 8      | 5月27日  | ようなぴ（ゆるめるモ!） 里咲りさ 京佳（夢みるアドレセンス）                                                      | 御茶ノ水男子                                                     |                       |
| 9      | 6月10日  | あの（ゆるめるモ!） 里咲りさ RaMu                                                                                | さすらいラビー                                                   |                       |
| 10     | 6月17日  | ようなぴ（ゆるめるモ!） コショージメグミ（Maison book girl） RaMu                                                | オジンオズボーン                                                 |                       |
| 11     | 6月24日  | あの（ゆるめるモ!） ようなぴ（ゆるめるモ!） コショージメグミ（Maison book girl） RaMu                            | フレンチぶる                                                     |                       |
| 12     | 7月1日   | あの（ゆるめるモ!） 里咲りさ 才木玲佳                                                                            | GAG                                                              |                       |
| 13     | 7月8日   | あの（ゆるめるモ!） 里咲りさ 才木玲佳                                                                            | 上々軍団 お侍ちゃん ジャックマジシャン                           |                       |
| 14     | 7月15日  | ようなぴ（ゆるめるモ!） 荻野可鈴（夢みるアドレセンス） ひかぷぅ（109カリスマ店員）                               | うしろシティ                                                     | 青山裕企（写真家）    |
| 15     | 7月22日  | ようなぴ（ゆるめるモ!） 荻野可鈴（夢みるアドレセンス） ひかぷぅ（109カリスマ店員）                               | ナポ                                                             |                       |
| 16     | 7月29日  | ようなぴ（ゆるめるモ!） 里咲りさ まえだゆう（predia） りゅうあ（心霊アイドル）                                   | かがくと森田くん                                                 |                       |
| 17     | 8月5日   | ようなぴ（ゆるめるモ!） 里咲りさ まえだゆう（predia） りゅうあ（心霊アイドル）                                   | バイク川崎バイク アインシュタイン                                |                       |
| 18     | 8月12日  | あの（ゆるめるモ!） 和地つかさ 西井万理那                                                                        | 三拍子                                                           |                       |
| 19     | 8月19日  | あの（ゆるめるモ!） 和地つかさ 西井万理那                                                                        | ニューヨーク                                                     |                       |
| 20     | 8月26日  | ようなぴ（ゆるめるモ!） 荻野可鈴（夢みるアドレセンス） 本間美咲（ふたりオポジット） 凪原亜季（ふたりオポジット） | ゆんぼだんぷ                                                     |                       |
| 21     | 9月2日   | ようなぴ（ゆるめるモ!） 荻野可鈴（夢みるアドレセンス） 本間美咲（ふたりオポジット） 凪原亜季（ふたりオポジット） | スカチャン                                                       |                       |
| 22     | 9月9日   | あの（ゆるめるモ!） しふぉん（ゆるめるモ!） けちょん（ゆるめるモ!） ようなぴ（ゆるめるモ!）                      | Ｒ藤本                                                           |                       |
| 23     | 9月16日  | あの（ゆるめるモ!） しふぉん（ゆるめるモ!） けちょん（ゆるめるモ!） ようなぴ（ゆるめるモ!）                      | まんぷくフーフー                                                 |                       |
| 24     | 9月23日  | 東理紗 椎名ひかり 佐藤ノア                                                                                       | フレンチぶる                                                     |                       |
| 25     | 9月30日  | 東理紗 椎名ひかり 佐藤ノア                                                                                       | アントワネット                                                   |                       |
| 26     | 10月7日  | ようなぴ（ゆるめるモ!） 里咲りさ 山本沙樹                                                                        | パーパー                                                         |                       |
| 27     | 10月14日 | ようなぴ（ゆるめるモ!） 里咲りさ 山本沙樹                                                                        | わらふぢなるお                                                   |                       |
| 28     | 10月21日 | あの（ゆるめるモ!） 西井万理那 長澤茉里奈                                                                        | ニューヨーク                                                     |                       |
| 29     | 10月28日 | あの（ゆるめるモ!） 西井万理那 長澤茉里奈                                                                        | スーパーニュウニュウ                                             |                       |
| 30     | 11月4日  | ようなぴ（ゆるめるモ!） 里咲りさ 本間美咲（ふたりオポジット） 凪原亜季（ふたりオポジット）                       | GAG                                                              |                       |
| 31     | 11月11日 | ようなぴ（ゆるめるモ!） 里咲りさ 本間美咲（ふたりオポジット） 凪原亜季（ふたりオポジット）                       | 空気階段                                                         |                       |
| 32     | 11月18日 | あの（ゆるめるモ!） 椎名ぴかりん 大橋ミチ子（Pottya）                                                            | R藤本                                                            | MCニガリ 言×THEANSWER |
| 33     | 11月25日 | あの（ゆるめるモ!） 椎名ぴかりん 大橋ミチ子（Pottya）                                                            | オジンオズボーン                                                 |                       |
| 34     | 12月2日  | ようなぴ（ゆるめるモ!） まえだゆう（predia） 山口めろん                                                          | アイデンティティ                                                 |                       |
| 35     | 12月9日  | ようなぴ（ゆるめるモ!） まえだゆう（predia） 山口めろん                                                          | ジョイマン                                                       |                       |
| 36     | 12月16日 | あの（ゆるめるモ!） 荻野可鈴（夢みるアドレセンス） 里咲りさ                                                      | ペンギンズ                                                       |                       |
| 37     | 12月23日 | あの（ゆるめるモ!） 荻野可鈴（夢みるアドレセンス） 里咲りさ                                                      | 鬼越トマホーク                                                   |                       |

| 2018年 | 2018年   | 2018年                                                                                 | 2018年                                                             | 2018年                                            |
| 回     | 放送日時 | Today's SHOCKING girls                                                                 | コレイチ芸人                                                       | ゲスト                                            |
| ------ | -------- | -------------------------------------------------------------------------------------- | ------------------------------------------------------------------ | ------------------------------------------------- |
| 38     | 1月6日   | ようなぴ（ゆるめるモ!） 西井万理那 まお（MAONATSU） エヴァンス未希                     | はなしょー                                                         | 円音                                              |
| 39     | 1月13日  | ようなぴ（ゆるめるモ!） 西井万理那 まお（MAONATSU） 眞嶋優                             | ギフト☆矢野 マヂカルラブリー ジャイアントジャイアン ストレッチーズ |                                                   |
| 40     | 1月20日  | あの（ゆるめるモ!） 里咲りさ 本間美咲（ふたりオポジット） 凪原亜季（ふたりオポジット） | ぽ～くちょっぷ                                                     |                                                   |
| 41     | 1月27日  | あの（ゆるめるモ!） 里咲りさ 本間美咲（ふたりオポジット） 凪原亜季（ふたりオポジット） | パニーニ                                                           |                                                   |
| 42     | 2月3日   | ようなぴ（ゆるめるモ!） 西井万理那 エヴァンス未希 眞嶋優 福山理子                      | 四千頭身                                                           |                                                   |
| 43     | 2月10日  | ようなぴ（ゆるめるモ!） ひかぷぅ ゆめな（あっとせぶんてぃーん）                        | アントワネット                                                     |                                                   |
| 44     | 2月17日  | ようなぴ（ゆるめるモ!） ひかぷぅ ゆめな（あっとせぶんてぃーん）                        | バビロン                                                           |                                                   |
| 45     | 2月24日  | あの（ゆるめるモ!） 水無瀬ゆき（夢みるアドレセンス） 山口めろん                        | 空気階段                                                           |                                                   |
| 46     | 3月3日   | あの（ゆるめるモ!） 水無瀬ゆき（夢みるアドレセンス） 山口めろん                        | レインボー                                                         | 小林智絵（ピムス） ＶＡＬＳ                       |
| 47     | 3月10日  | ようなぴ（ゆるめるモ!） まお（MAONATSU） 中川美優（まねきケチャ）                      | 駆け抜けて軽トラ                                                   |                                                   |
| 48     | 3月17日  | ようなぴ（ゆるめるモ!） まお（MAONATSU） 中川美優（まねきケチャ）                      | リニア                                                             |                                                   |
| 49     | 3月24日  | あの（ゆるめるモ!） 里咲りさ 恋汐りんご（バンドじゃないもん!）                         | 放課後ハートビート                                                 |                                                   |
| 50     | 3月31日  | あの（ゆるめるモ!） 里咲りさ 恋汐りんご（バンドじゃないもん!）                         | ラフレクラン                                                       |                                                   |
| 51     | 4月7日   | ようなぴ（ゆるめるモ!） 西井万理那 深瀬美桜（まねきケチャ）                            | タイムボム                                                         |                                                   |
| 52     | 4月14日  | ようなぴ（ゆるめるモ!） 西井万理那 深瀬美桜（まねきケチャ）                            | ハニートラップ 笑顔ぱんち コスメ男子                               |                                                   |
| 53     | 4月21日  | あの（ゆるめるモ!） 東理紗 山下彩耶（夢みるアドレセンス）                              | レインボー                                                         |                                                   |
| 54     | 4月28日  | あの（ゆるめるモ!） 東理紗 山下彩耶（夢みるアドレセンス）                              | ジャイアントジャイアン                                             | 水無瀬ゆき（夢みるアドレセンス）                  |
| 55     | 5月5日   | ようなぴ（ゆるめるモ!） まお（せのしすたぁ） 七星ぐみ（バンドじゃないもん!）           | マッハスピード豪速球                                               |                                                   |
| 56     | 5月12日  | ようなぴ（ゆるめるモ!） まお（せのしすたぁ） 七星ぐみ（バンドじゃないもん!）           | やわら                                                             |                                                   |
| 57     | 5月19日  | あの（ゆるめるモ！） しふぉん（ゆるめるモ！） まえだゆう（Predia）                     | ハナコ                                                             |                                                   |
| 58     | 5月26日  | あの（ゆるめるモ！） しふぉん（ゆるめるモ！） 神沢有紗                                 | 兜蟹                                                               |                                                   |
| 59     | 6月2日   | ようなぴ（ゆるめるモ！） Ｐｉｎｏｋｋｏ 藤田恵名                                       | 新オレンジサンセット                                               |                                                   |
| 60     | 6月9日   | ようなぴ（ゆるめるモ！） Ｐｉｎｏｋｋｏ 藤田恵名                                       | がじゅまる                                                         |                                                   |
| 61     | 6月16日  | あの（ゆるめるモ！） 宮内凛（まねきケチャ） 内山愛                                     | バビロン                                                           |                                                   |
| 62     | 6月23日  | あの（ゆるめるモ！） 宮内凛（まねきケチャ） 内山愛                                     | ペンギンズ                                                         |                                                   |
| 63     | 6月30日  | ようなぴ（ゆるめるモ！） 忍野さら ＴＡＫＥＮＯＫＯ▲                                    | 放課後ハートビート                                                 |                                                   |
| 64     | 7月7日   | ようなぴ（ゆるめるモ！） 忍野さら ＴＡＫＥＮＯＫＯ▲                                    | フレンチぶる ジャガモンド サツマカワＲＰＧ ハルカラ                |                                                   |
| 65     | 7月14日  | あの（ゆるめるモ！） 西井万理那 まお（せのしすたぁ）                                   | デルピエロ                                                         |                                                   |
| 66     | 7月21日  | あの（ゆるめるモ！） 西井万理那 まお（せのしすたぁ）                                   | やわら                                                             |                                                   |
| 67     | 7月28日  | ようなぴ（ゆるめるモ！） せるふちゃいなしすてむ 眉村ちあき                             | 上々軍団                                                           |                                                   |
| 68     | 8月4日   | ようなぴ（ゆるめるモ！） せるふちゃいなしすてむ 眉村ちあき                             | ゆんぼだんぷ                                                       | 藤田恵名 西井万理那                               |
| 69     | 8月11日  | あの（ゆるめるモ！） ひかぷぅ 生牡蠣いもこ（神使轟く、激情の如く。）                   | ペコリーノ                                                         | ジロリアン陸                                      |
| 70     | 8月18日  | あの（ゆるめるモ！） ひかぷぅ 生牡蠣いもこ（神使轟く、激情の如く。）                   | ガリベンズ矢野                                                     | シューマッハ まちむすめ                           |
| 71     | 8月25日  | ようなぴ（ゆるめるモ！） 藤田恵名 大場はるか（ナナランド）                             | 江戸川キャデラック                                                 | クリトリック・リス Dressing                       |
| 72     | 9月1日   | ようなぴ（ゆるめるモ！） 藤田恵名 大場はるか（ナナランド）                             | ガーリィレコード                                                   | Dressing                                          |
| 73     | 9月8日   | あの（ゆるめるモ！） 里咲りさ 定岡ゆう歩                                               | カシスプリン                                                       |                                                   |
| 74     | 9月15日  | ようなぴ（ゆるめるモ！） まお（せのしすたぁ） 安倍乙（劇団４ドル５０セント）           | ニュークレープ                                                     |                                                   |
| 75     | 9月22日  | ようなぴ（ゆるめるモ！） まお（せのしすたぁ） 安倍乙（劇団４ドル５０セント）           | ジャンゴ                                                           |                                                   |
| 76     | 9月29日  | あの（ゆるめるモ！） 里咲りさ 定岡ゆう歩                                               | 宮下草薙                                                           |                                                   |
| 77     | 10月6日  | 西脇彩華（９ｎｉｎｅ） あの（ゆるめるモ！） 西井万理那                                 | 三拍子                                                             |                                                   |
| 78     | 10月13日 | 西脇彩華（９ｎｉｎｅ） あの（ゆるめるモ！） 西井万理那                                 | ＧＡＧ                                                             |                                                   |
| 79     | 10月20日 | ようなぴ（ゆるめるモ！） 眉村ちあき わちみなみ                                         | ハニートラップ                                                     |                                                   |
| 80     | 10月27日 | ようなぴ（ゆるめるモ！） 眉村ちあき わちみなみ                                         | タイムボム                                                         |                                                   |
| 81     | 11月3日  | あの（ゆるめるモ！） 山口めろん 中村真凜                                               | オジンオズボーン                                                   | 狩野智也                                          |
| 82     | 11月10日 | あの（ゆるめるモ！） 山口めろん 中村真凜                                               | ペンギンズ                                                         |                                                   |
| 83     | 11月17日 | ようなぴ（ゆるめるモ！） 東理紗 戦慄かなの（ＺＯＣ）                                   | スーパーニュウニュウ                                               | けちょん（ゆるめるモ！） しふぉん（ゆるめるモ！） |
| 84     | 11月24日 | ようなぴ（ゆるめるモ！） 東理紗 戦慄かなの（ＺＯＣ）                                   | Ｇパンパンダ                                                       |                                                   |
| 85     | 12月1日  | あの（ゆるめるモ！） まお（せのしすたぁ） 小桃音まい（桃色革命）                       | ハナイチゴ                                                         |                                                   |
| 86     | 12月8日  | あの（ゆるめるモ！） まお（せのしすたぁ） 小桃音まい（桃色革命）                       | スタンダップコーギー                                               |                                                   |
| 87     | 12月15日 | ようなぴ(ゆるめるモ！) ひかぷぅ 大桃子サンライズ(バンドじゃないもん！)                 | ペッパーボーイズ                                                   | ピーナッツくん                                    |
| 88     | 12月22日 | ようなぴ(ゆるめるモ！) ひかぷぅ 大桃子サンライズ(バンドじゃないもん！)                 | やわら                                                             |                                                   |

| 2019年 | 2019年   | 2019年 | 2019年                                                                                                   | 2019年                                                            |
| 回     | 放送日時 | Today's SHOCKING girls | コレイチ芸人                                                                                             | ゲスト                                                            |
| ------ | -------- | --- | --- | ----------------------------------------------------------------- |
| 89     | 1月5日   | あの（ゆるめるモ！） 西井万理那 里咲りさ                                                                                                | いい塩梅 インデペンデンスデイ 河邑ミク サツキ 男性ブランコ ジョウダンアオナナテンパイ ファイヤーサンダー |                                                                   |
| 90     | 1月12日  | あの（ゆるめるモ！） 西井万理那 里咲りさ                                                                                                | いい塩梅 インデペンデンスデイ 河邑ミク サツキ 男性ブランコ ジョウダンアオナナテンパイ ファイヤーサンダー |                                                                   |
| 91     | 1月19日  | ようなぴ（ゆるめるモ！） まえだゆう（ｐｒｅｄｉａ） まお（せのしすたぁ）                                                                | ガーリィレコード                                                                                         | ＫｉｓｓＢｅｅ ＵＲＡＧＡＷＡＰＲＯＪＥＣＴ                       |
| 92     | 1月26日  | ようなぴ（ゆるめるモ！） まお（せのしすたぁ） 中山星香（ＫｉｓｓＢｅｅ）                                                                | 男性ブランコ                                                                                             |                                                                   |
| 93     | 2月2日   | ようなぴ（ゆるめるモ！） まえだゆう（ｐｒｅｄｉａ） 中山星香（ＫｉｓｓＢｅｅ）                                                          | 空気階段                                                                                                 |                                                                   |
| 94     | 2月9日   | あの（ゆるめるモ！） 里咲りさ 中村真凜                                                                                                  | サツキ                                                                                                   |                                                                   |
| 95     | 2月16日  | あの（ゆるめるモ！） 里咲りさ 中村真凜                                                                                                  | ３時のヒロイン                                                                                           |                                                                   |
| 96     | 2月23日  | ようなぴ（ゆるめるモ！） 藤田恵名 鍛治島彩（アップアップガールズ（２））                                                                | 放課後ハートビート                                                                                       |                                                                   |
| 97     | 3月2日   | ようなぴ（ゆるめるモ！） 藤田恵名 鍛治島彩（アップアップガールズ（２））                                                                | ＧＡＧ                                                                                                   |                                                                   |
| 98     | 3月9日   | あの（ゆるめるモ！） 水無瀬ゆき（夢みるアドレセンス） 岡田佑里乃                                                                        | ぺこぱ                                                                                                   |                                                                   |
| 99     | 3月16日  | あの（ゆるめるモ！） 水無瀬ゆき（夢みるアドレセンス） 岡田佑里乃                                                                        | ペンギンズ                                                                                               | まえだゆう（predia）                                              |
| 100    | 3月23日  | ようなぴ（ゆるめるモ！） まお（せのしすたぁ） 戦慄かなの 頓知気さきな                                                                   | アイデンティティ                                                                                         |                                                                   |
| 101    | 3月30日  | ようなぴ（ゆるめるモ！） まお（せのしすたぁ） 戦慄かなの 頓知気さきな                                                                   | デルピエロ                                                                                               | 馬場雄大（アルバルク東京） ザック・バランスキー（アルバルク東京） |
| 102    | 4月6日   | あの（ゆるめるモ！） まお（せのしすたぁ） 山口めろん                                                                                    | レインボー                                                                                               |                                                                   |
| 103    | 4月13日  | あの（ゆるめるモ！） まお（せのしすたぁ） 山口めろん                                                                                    | ジャイアントジャイアン                                                                                   |                                                                   |
| 104    | 4月20日  | ようなぴ（ゆるめるモ！） 里咲りさ 前川歌音(青春高校3年C組) 持田優奈(青春高校3年C組)                                                     | 駆け抜けて軽トラ                                                                                         |                                                                   |
| 105    | 5月4日   | ようなぴ（ゆるめるモ！） 里咲りさ 日比野芽奈(青春高校3年C組) 持田優奈(青春高校3年C組)                                                   | |                                                                   |
| 106    | 5月11日  | あの（ゆるめるモ！） 眉村ちあき 福島雪菜（劇団４ドル５０セント）                                                                        | ハニートラップ                                                                                           |                                                                   |
| 107    | 5月18日  | あの（ゆるめるモ！） 眉村ちあき 福島雪菜（劇団４ドル５０セント）                                                                        | ヤーレンズ                                                                                               |                                                                   |
| 108    | 5月25日  | | |                                                                   |
| 109    | 6月1日   | あの（ゆるめるモ！） まえだゆう（ｐｒｅｄｉａ） 藤田恵名                                                                                | パーパー                                                                                                 |                                                                   |
| 110    | 6月8日   | ようなぴ（ゆるめるモ！） 小桃音まい（桃色革命） 中山星香（ＫｉｓｓＢｅｅ）                                                              | イヌコネクション                                                                                         | レジェンド松下                                                    |
| 111    | 6月15日  | あの（ゆるめるモ！） まえだゆう（ｐｒｅｄｉａ） 藤田恵名                                                                                | サツキ                                                                                                   |                                                                   |
| 112    | 6月22日  | ようなぴ（ゆるめるモ！） ほのか まお（せのしすたぁ）                                                                                    | ペンギンズ                                                                                               | Ｔｅｍａ                                                          |
| 113    | 6月29日  | ようなぴ（ゆるめるモ！） ほのか まお（せのしすたぁ）                                                                                    | 放課後ハートビート                                                                                       |                                                                   |
| 114    | 7月6日   | あの（ゆるめるモ！） ようなぴ（ゆるめるモ！） 眉村ちあき 日比野芽奈（青春高校3年C組） 兎遊（青春高校3年C組） 前川歌音（青春高校3年C組） | ＧＡＧ Ｒ藤本                                                                                            | 岡田結実                                                          |
| 115    | 7月13日  | あの（ゆるめるモ！） ようなぴ（ゆるめるモ！） 眉村ちあき 持田優奈(青春高校3年C組) 大曲李佳(青春高校3年C組) 宇都木彩乃(青春高校3年C組)   | うしろシティ                                                                                             | 岡田結実                                                          |
| 116    | 7月20日  | あの（ゆるめるモ！） ようなぴ（ゆるめるモ！） 眉村ちあき 日比野芽奈（青春高校3年C組） 兎遊（青春高校3年C組） 前川歌音（青春高校3年C組） | ＧＡＧ ミキ                                                                                              | 岡田結実                                                          |
| 117    | 7月27日  | あの（ゆるめるモ！） ようなぴ（ゆるめるモ！） 西井万理那 藤田恵名 わちみなみ                                                            | 江戸川キャデラック                                                                                       | 大友花恋                                                          |
| 118    | 8月3日   | あの（ゆるめるモ！） ようなぴ（ゆるめるモ！） 西井万理那 藤田恵名 わちみなみ                                                            | アントワネット                                                                                           | 大友花恋                                                          |
| 119    | 8月10日  | あの（ゆるめるモ！） ようなぴ（ゆるめるモ！） 西井万理那 藤田恵名 わちみなみ                                                            | ライス                                                                                                   | 大友花恋                                                          |
| 120    | 8月17日  | あの（ゆるめるモ！） ようなぴ（ゆるめるモ！） 西井万理那 藤田恵名 わちみなみ                                                            | かまいたち 福井俊太郎（ＧＡＧ）                                                                          | 大友花恋                                                          |
| 121    | 8月24日  | あの（ゆるめるモ！） ようなぴ（ゆるめるモ！） 西井万理那（ＺＯＣ） 頓知気さきな まお（せのしすたぁ） 山口めろん                         | ＧＡＧ おたけ（ジャングルポケット） 菅良太郎（パンサー）                                                 | 浅川梨奈                                                          |
| 122    | 8月31日  | あの（ゆるめるモ！） ようなぴ（ゆるめるモ！） 西井万理那（ＺＯＣ） 頓知気さきな まお（せのしすたぁ） 山口めろん                         | エーデルワイス                                                                                           | 浅川梨奈                                                          |
| 123    | 9月7日   | あの（ゆるめるモ！） 眉村ちあき 里咲りさ 小島まゆみ 新谷真由（Ｐｉｍｍ’ｓ）                                                             | スーパーニュウニュウ                                                                                     |                                                                   |
| 124    | 9月14日  | あの（ゆるめるモ！） 眉村ちあき 里咲りさ 小島まゆみ 新谷真由（Ｐｉｍｍ’ｓ）                                                             | 青色１号 アモーン グルーヴィーラビッシュ クロコップ ナイチンゲールダンス 夢屋まさる                      |                                                                   |
| 125    | 9月21日  | ようなぴ（ゆるめるモ！） ほのか かしま（あっとせぶんてぃーん）                                                                          | トム・ブラウン 稲葉海哉                                                                                  |                                                                   |
| 126    | 9月28日  | ようなぴ（ゆるめるモ！） まお（せのしすたぁ） 新谷真由（Ｐｉｍｍ’ｓ）                                                                   | イヌコネクション                                                                                         |                                                                   |
| 127    | 10月5日  | ようなぴ（ゆるめるモ！） ほのか かしま（あっとせぶんてぃーん）                                                                          | 放課後ハートビート                                                                                       |                                                                   |
| 128    | 10月12日 | ようなぴ（ゆるめるモ！） まお（せのしすたぁ） 新谷真由（Ｐｉｍｍ’ｓ）                                                                   | 上々軍団                                                                                                 |                                                                   |
| 129    | 10月19日 | ようなぴ（ゆるめるモ！） 持田優奈（青春高校３年Ｃ組） 前川歌音（青春高校３年Ｃ組） 蒼井叶（悲劇のヒロイン症候群）                       | ３時のヒロイン                                                                                           | ＫＩＫＡＲＵ                                                      |
| 130    | 10月26日 | ようなぴ（ゆるめるモ！） 持田優奈（青春高校３年Ｃ組） 前川歌音（青春高校３年Ｃ組） 蒼井叶（悲劇のヒロイン症候群）                       | 夢屋まさる                                                                                               |                                                                   |
| 131    | 11月2日  | 里咲りさ 藤田恵名 高見奈央 | サツキ                                                                                                   |                                                                   |
| 132    | 11月9日  | | |                                                                   |
| 133    | 11月16日 | ようなぴ（ゆるめるモ！） 山口めろん 八木沙季（Ｌｏｖｅｌｙｓ）                                                                          | ブリキカラス                                                                                             |                                                                   |
| 134    | 11月23日 | ようなぴ（ゆるめるモ！） 山口めろん 八木沙季（Ｌｏｖｅｌｙｓ）                                                                          | バビロン                                                                                                 |                                                                   |
| 135    | 11月30日 | 眉村ちあき 新谷真由（Ｐｉｍｍ‘ｓ） 蒼井叶（悲撃のヒロイン症候群）                                                                       | スーパーニュウニュウ                                                                                     |                                                                   |
| 136    | 12月7日  | 眉村ちあき 新谷真由（Ｐｉｍｍ‘ｓ） 蒼井叶（悲撃のヒロイン症候群）                                                                       | ぺこぱ 藤井２１                                                                                          |                                                                   |
| 137    | 12月14日 | ようなぴ（ゆるめるモ！） まお（せのしすたぁ） めがねちゃん                                                                              | ランパンプス                                                                                             |                                                                   |
| 138    | 12月21日 | ようなぴ（ゆるめるモ！） まお（せのしすたぁ） めがねちゃん                                                                              | いかすぜジョナサン                                                                                       |                                                                   |
| 139    | 12月28日 | 藤田恵名 ほのか 中山星香（ＫｉｓｓＢｅｅ） 頓知気さきな（青春高校3年C組） 蒼井叶（悲撃のヒロイン症候群）                                | シューマッハ                                                                                             |                                                                   |

| 2020年 | 2020年   | 2020年 | 2020年               | 2020年 |
| 回     | 放送日時 | Today's SHOCKING girls                                                                                      | コレイチ芸人         | ゲスト |
| ------ | -------- | --- | -------------------- | ------ |
| 140    | 1月7日   | 藤田恵名 ほのか 中山星香（ＫｉｓｓＢｅｅ） 蒼井叶（悲撃のヒロイン症候群） 齋藤有紗（青春高校3年C組）        | バンビーノ           |        |
| 141    | 1月14日  | 藤田恵名 ほのか 中山星香（ＫｉｓｓＢｅｅ） 蒼井叶（悲撃のヒロイン症候群） 齋藤有紗（青春高校3年C組）        | 三拍子               |        |
| 142    | 1月21日  | ようなぴ（ゆるめるモ！） めがねちゃん 早乙女ゆみの（幻.ｎｏ） 沖本蒼奈（幻.ｎｏ）                           | 夢屋まさる           |        |
| 143    | 1月28日  | ようなぴ（ゆるめるモ！） 里咲りさ めがねちゃん                                                              | ビスケッティ         |        |
| 144    | 2月4日   | ようなぴ（ゆるめるモ!） 里咲りさ 早乙女ゆみの（幻．no） 沖本蒼奈（幻．no）                                  | Ｒ藤本               | =LOVE  |
| 145    | 2月11日  | まお（せのしすたぁ） 蒼井叶（悲撃のヒロイン症候群） 日比野芽奈（青春高校3年C組） 前川歌音（青春高校3年C組） | そいつどいつ         |        |
| 146    | 2月18日  | まお（せのしすたぁ） 蒼井叶（悲撃のヒロイン症候群） 日比野芽奈（青春高校3年C組） 前川歌音（青春高校3年C組） | ピスタチオ           |        |
| 147    | 2月25日  | 西井万理那（ZOC） 新谷真由（Pimm's） めがねちゃん                                                           | 上々軍団             |        |
| 148    | 3月3日   | 西井万理那（ZOC） 新谷真由（Pimm's） めがねちゃん                                                           | ガリベンズ矢野       |        |
| 149    | 3月10日  | 藤田恵名 ほのか 日下部美愛                                                                                  | ペンギンズ           |        |
| 150    | 3月17日  | 藤田恵名 ほのか 日下部美愛                                                                                  | 錦鯉 ありぃ          |        |
| 151    | 3月24日  | ようなぴ（ゆるめるモ!） 里咲りさ まお（せのしすたぁ）                                                       | パーパー             |        |
| 152    | 3月31日  | ようなぴ（ゆるめるモ!） 里咲りさ まお（せのしすたぁ）                                                       | サツキ               |        |
| 153    | 4月4日   | あの まあたそ                                                                                               | ブリキカラス         |        |
| 154    | 4月11日  | あの まあたそ                                                                                               | スーパーニュウニュウ |        |

## スタッフ
- ナレーター:福圓美里
- 構成:桜井すぺいし、河野有
- TD:丸山真平、田中圭介、伊井隼人、松永大佑、西村光平、野瀬一成
- CAM:伊井隼人、西村光平、石井淳一郎、中村公俊、木塚裕紀
- VE:長沼伸明、細田純一朗、田中信幸
- AUD:星川真視、臼本泰一、三浦光太郎、宮下貴志、神田あやめ
- 照明:井町成宏、古川雅士
- 美術:薬王寺哲朗
- タイトル:ツボイヒロム
- EED:岡田しのぶ、安部祐紀、大門春菜、林宏美、浅野春花、加藤杏奈
- MA:大浦克寿
- CG:glow
- 音効:山口晃司（ヴェントゥオノ）
- TK:池田美香
- AD:横手龍一郎、青木来未
- AP:柳橋弘紀
- FD:西岡奈美
- ディレクター:石塚学、蓑茂健太郎、高橋健人
- 演出:金澤タダスケ
- プロデューサー:小高亮、高橋一馬、川畑雅一
- 制作協力:ベイシス
- 制作著作:テレビ東京

### 過去のスタッフ
- AD:浅井奈穂、西濱輝晃
- ディレクター:中西ひかり（以前はAD）